# Ли, Брэндон
Брэ́ндон Брюс Ли (англ. Brandon Bruce Lee; 1 февраля 1965, Окленд, Калифорния — 31 марта 1993, Уилмингтон, Северная Каролина) — американский актёр и мастер боевых искусств. Сын известного киноактёра и мастера восточных единоборств Брюса Ли (1940—1973).

## Биография

### Ранние годы
Брэндон Ли родился 1 февраля 1965 года в Окленде, штат Калифорния, в семье Брюса Ли и Линды Эмери. Когда Брэндону было три месяца, его семья переехала в Лос-Анджелес. В 1971 году семья приняла решение уехать в Гонконг. Его мама, Линда Ли, имела англо-шведское происхождение, а отец, Брюс Ли, — китайское.

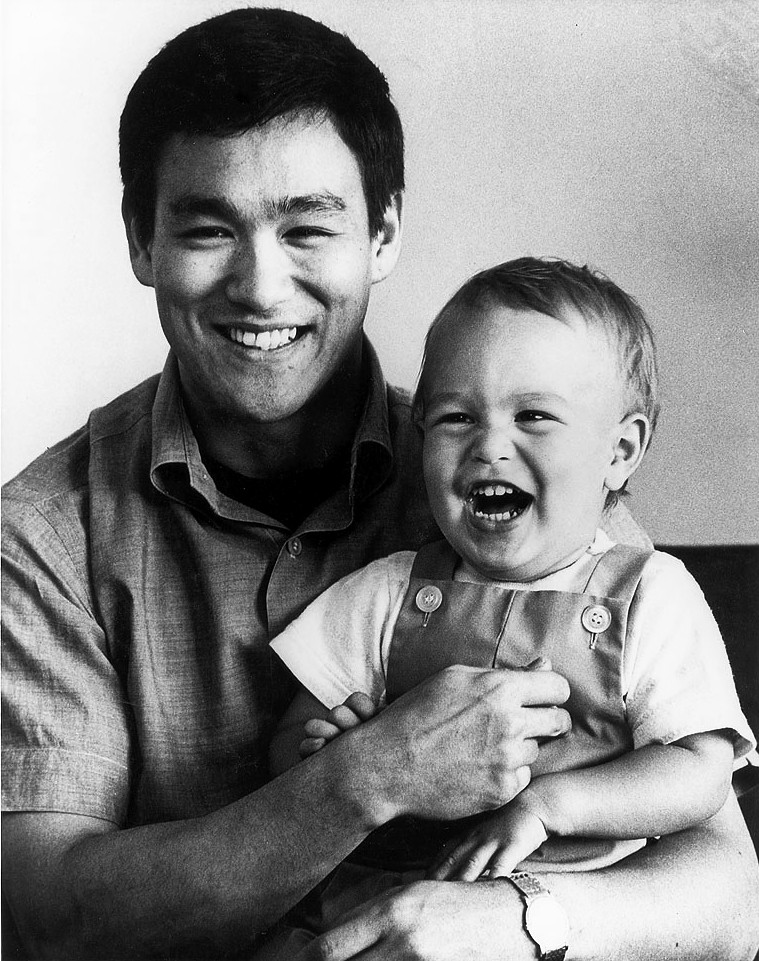
Брюс и Брэндон Ли, 1966 год

Детство Брэндон провёл в Гонконге, выучив кантонский диалект и освоив искусство кунг-фу по системе своего отца — джиткундо. В пять лет он уже умел ходить на руках и доставал в прыжке до плеч отца. После переезда семьи из Лос-Анджелеса в Гонконг, Брэндон начал ходить в школу, в которой ранее обучался его отец. В школе требовалось носить форму, говорить и писать лишь по-китайски. У Брэндона были проблемы в колледже из-за статуса сына звезды. Сопровождать в колледж маленьких Брэндона и его сестрёнку Шеннон должны были телохранители, дабы избежать возможности их похищения.
Когда отец умер, Брэндону было 8 лет. Мать увезла его и сестру в США, где они жили сначала в Сиэтле, а потом в Калифорнии. После переезда в Лос-Анджелес мать зарегистрировала Брэндона в военной школе искусств. Академия IMB в те времена управлялась учениками Брюса Ли: Дэном Иносанто и Ричардом Бустилло, и располагалась в Калифорнии.
Будучи ребёнком, Брэндон любил играть в шахматы, нарды, покер и настольный теннис.

### Актёрская карьера
Ещё обучаясь в школе, он выступал на сценах небольших театров. По окончании школы Брэндон Ли учился на актёра в бостонском колледже Эмерсона. Замкнутый, напряжённый, агрессивный, облачённый в изорванный джинсовый костюм, чёрную бандану и грубые рабочие ботинки — таким запомнили юного миллионера товарищи по колледжу.
Затем Брэндон также стал брать уроки актёрского мастерства в нью-йоркском институте Ли Страсберга. Брэндон увлекался музыкой, играл на гитаре и сам сочинял музыку.
Дебютировав в театральных постановках на окраинах Нью-Йорка, Брэндон в 1985 году отправился на поиски удачи в Голливуд. Вначале в Голливуде его приняли как сына великого актёра, а не как самостоятельную личность. Поэтому после неудачных попыток в фильмах «Криминальный убийца» (1985), «Кунг-фу: Киноверсия» (1986) Брэндон уезжает в Китай. Там он получает свою первую главную роль в фильме «Подставленный» (1986). Во время съёмок в фильме «Подставленный» он, как известно, предпочитал идти в ночные клубы с Майклом Вонгом, нежели спать, а также он вставал рано утром, чтобы заниматься боевым искусством.
Но картина, несмотря на успех, выходит в кинотеатрах только в некоторых городах Китая. После этого Брэндон снова отправляется в Голливуд, где получает роль в сериале «CBS Summer Playhouse» (1987—1989), в котором он сыграл только в одной серии под названием «Кунг-фу: Следующее поколение» (1987), которая была пародией на фильм «Кунг-фу: Киноверсия». Затем роль в сериале «О`Хара» (1987—1988), в котором Брэндон также сыграл в одной серии под названием «Что скрывается в имени» (1988). Летом того же года Брэндон отправился в Южную Африку, чтобы сняться в англо-немецком фильме «Лазерная миссия». Роль Кэнджи в этом сериале стала единственной отрицательной в фильмографии актёра.
1989 год для Брэндона Ли был тяжёлым. Съёмок не было, да ещё и ограбление его дома, при котором он оказал яростное сопротивление. После больницы грабитель его дома был приговорён к двум годам тюрьмы.
После провала в Голливуде у Брэндона Ли началась депрессия. Би Джи Дэвис помогает справиться с ней, предлагая Брэндону сыграть главную роль в своём новом фильме под названием «Операция «Лазер»» (1990). Фильм не стал популярным, однако о Брэндоне заговорили. Прорывом в большое кино для него стала роль в боевике «Разборка в Маленьком Токио», в котором он снялся вместе с Дольфом Лундгреном. После успеха Брэндон в своём следующем фильме — «Беглый огонь» (1992) — сам придумывает сцены всех поединков.
В 1992 году Брэндон Ли приехал в Швецию для раскрутки и продвижения фильма «Беглый огонь», где снялся в фильме «Секс, ложь и насилие на видео». Однако фильм вышел в прокат только через 8 лет.

### Съёмки в фильме «Ворон» и гибель
Окончательно звёздный статус Брэндона Ли должен был закрепить «Ворон» — погружённая в мрачную, «готическую» атмосферу экранизация комиксов на темы чести и возмездия. Первоначально на роль Эрика Дрейвена планировались Ривер Феникс или Кристиан Слейтер, но Ли склонил выбор продюсеров в свою пользу.
Съёмки фильма начались 1 февраля 1993 года в Уилмингтоне, в этот же день Брэндону Ли исполнилось 28 лет. 31 марта 1993 года, в первом часу ночи (00:30), при съёмке сцены, в которой персонаж Ли входит в свою квартиру и обнаруживает, что его невесту избивают и насилуют, а бандит, которого играет актер Майкл Масси, стреляет в него из револьвера Smith & Wesson Model 629 калибра .44 Magnum, актёр был ранен в живот. Причиной оказался «squib load» — опасная ситуация, возникающая при выстреле патрона с пулей и капсюлем, но при недостаточном количестве пороха или полном его отсутствии в гильзе. Даже энергии взрыва капсюля в таком случае может быть достаточно для того, чтобы пуля вошла в ствол, но не смогла его покинуть. Для съемок предыдущей сцены револьвер зарядили патронами без порохового заряда. Однако из-за нехватки времени их не закупили в магазине реквизита, а изготовили на месте, высыпав порох из настоящих патронов без удаления капсюлей. При нажатии на спусковой крючок взрыв капсюля вытолкнул пулю из каморы, и она застряла в стволе, который техники не проверили перед вкладыванием в револьвер холостого патрона для следующей сцены. С полновесным пороховым зарядом холостого патрона застрявшая пуля вылетела из ствола практически как при настоящем выстреле, ранила актёра в живот и застряла в позвоночнике, вызвав обширное кровоизлияние. Спустя 12 часов Брэндон Ли скончался в больнице в Уилмингтоне, Северная Каролина.
Врачи констатировали смерть Брэндона Ли 31 марта 1993 года, в 13 часов 3 минуты, от непрекращающегося кровоизлияния. Хирург Макмарри тщетно пытался остановить кровотечение — после долгой пятичасовой операции ситуация не улучшилась. Позже хирург сказал: «Была слишком сильная потеря крови. Кровь не свёртывалась. Она сочилась отовсюду». По мнению медиков, если бы актёра и смогли спасти, то, вероятнее всего, он бы на всю жизнь остался парализованным.

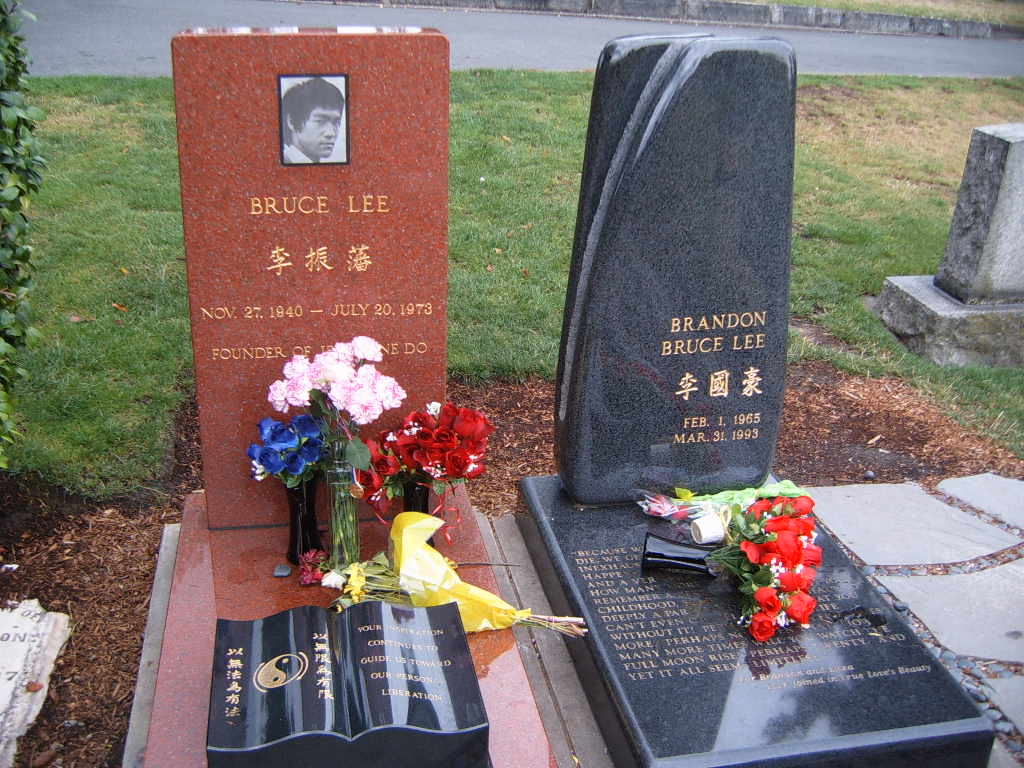
Могилы Брюса и Брэндона Ли

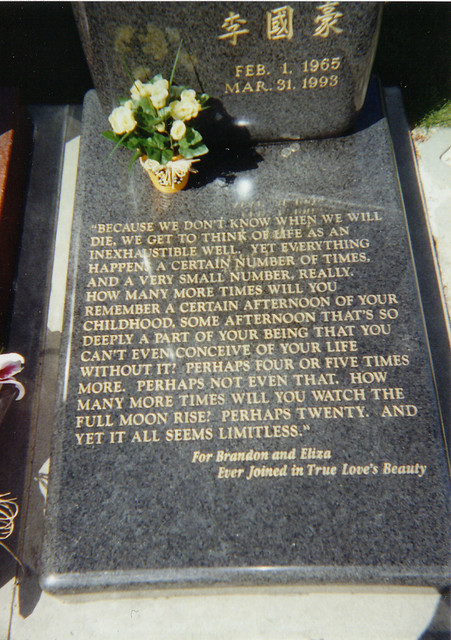
Цитата на надгробном камне Брэндона Ли

По результатам расследования окружная прокуратура квалифицировала смерть актёра как преступную халатность. Смерть Ли привела к возрождению теорий заговора, связанных с такой же ранней смертью его отца. В августе 1993 года мать Ли, Линда Ли Кэдвелл, подала в суд на создателей фильма, обвинив их в халатности, повлекшей смерть её сына. Иск был урегулирован два месяца спустя на нераскрытых условиях.
Вопреки слухам, кадры с несчастным случаем не вошли в фильм, плёнку уничтожили, не проявив, а сцену отсняли заново с участием дублёра Ли — Чада Стахелски. Недоснятые эпизоды фильма были смонтированы с использованием CGI путём наложения лица Брэндона Ли на фигуру дублёра.
3 апреля 1993 года прошли закрытые похороны. Брэндона Ли похоронили рядом с отцом в Сиэтле на кладбище «Лэйк-Вью» в 800 м от озера Юнион (Lake Union) и в 3 км от озера Вашингтон, на месте, которое Линда, его мать, первоначально зарезервировала для себя. После траурного обряда около двухсот родственников и друзей собрались почтить память погибшего актёра. Среди них были Кифер Сазерленд, Лу Даймонд Филлипс, Дэвид Хассельхофф, Стивен Сигал, Дэвид Кэррадайн и Мелисса Этеридж. Уходя, каждый из гостей унёс с собой фотографию Брэндона Ли.
В интервью, незадолго до своей смерти, Ли перефразировал отрывок из книги Пола Боулза «Под покровом небес», который он выбрал для своих свадебных приглашений, теперь он написан на его надгробии:
Because we do not know when we will die, we get to think of life as an inexhaustible well, and yet everything happens only a certain number of times . How many more times will you remember a certain afternoon of your childhood that is so deeply a part of your being you can’t even conceive of your life without it? Perhaps four or five times more? Perhaps not even that. How many more times will you watch the full moon rise? Perhaps, twenty. And yet it all seems limitless.
Перевод:
День и час нашей смерти сокрыты, поэтому мы думаем, что жизнь — неисчерпаемый колодец. Но любые вещи случаются лишь определённое количество раз, и на самом деле — это количество очень небольшое. Какое количество раз вам доведётся вспомнить день из детства, запечатлённый так глубоко, что без него невозможно представить свою жизнь? Возможно, ещё четыре раза, а может быть пять? А может и того меньше. Сколько ещё раз вы встретите восход полной луны? Возможно двадцать. И тем не менее, нам кажется, что всё будет происходить бесконечно.

### Завершение съёмок «Ворона»
После гибели Брэндона продюсеры Роузен и Прессман приняли решение всё-таки завершить фильм. Месяц спустя режиссёр Алекс Пройас прилетел из Австралии, куда он отправился сразу после смерти Ли, в Лос-Анджелес, где начал вместе с Прессманом переписывать сценарий Джона Шерли и Дэвида Шоу. Решение не использовать оригинальный сценарий Мост объясняет так: «Мы стремились привнести другую точку зрения в проект». В сценарии теперь намного больше внимания уделялось героине Рошель Дэвис, маленькой девочке Саре, и некоторым другим персонажам. В конце концов «Skull Cowboy», мрачный персонаж, который жестоко насмехается над Дрейвеном, был полностью вырезан.
Спустя шесть недель после смерти Ли Прессман обзвонил актёров и съёмочную команду, назначая им встречу 26 мая в Уилмингтоне, чтобы начать работу над завершением фильма.
Следующие сцены были сняты уже после смерти Брендона Ли:
- Эрик Дрейвен входит в квартиру после того, как вылез из могилы. Съёмки того, как Ли идёт по аллее под дождём, были цифровым путём вмонтированы в сцену, где он проходит в дом. Компьютерные технологии добавили в дом капающей воды с потолка, чтобы вода не смотрелась некстати.
- Съёмки того, как Ли выпадает из окна, были сделаны с помощью совмещения лица Брендона и тела дублёра.
- Сцена, где Дрейвен накладывает грим, была сделана с помощью дублёра. Лицо в разбитом зеркале было Ли, а руки, накладывающие грим, — дублёра.
- Сцена, где Эрик выходит с вороном на плече, была тоже скомпонована — тело дублёра и лицо Брендона, видное при отблеске молнии.
- Когда Сара входит в квартиру, не показывают лицо Ли, потому что это дублёр.

Съёмки фильма были окончены 28 июня 1993 г., но он оказался без дистрибьютора после того, как «Парамаунт» отказалась его выпускать. Но 13 мая 1994 года он всё-таки вышел на экраны, и первой строкой титров было «Посвящается Брэндону и Элизе» («For Brandon and Eliza»). Выход на большие экраны законченного после смерти Брэндона Ли фильма «Ворон» принёс огромный кассовый успех. Фильм и персонаж, исполненный актёром, приобрели культовый статус.

## Личная жизнь
В 1990 году Брэндон Ли познакомился с Элизой Хаттон в офисе директора Ренни Харлина, где она работала его личным помощником. Ли и Хаттон съехались в начале 1991 года и обручились в октябре 1992 года. Они планировали пожениться в Энсенаде, Мексика, 17 апреля 1993 года, через неделю после того, как Ли должен был завершить съемки «Ворона».
По словам Чака Норриса, друга и коллеги отца Брэндона Ли — Брюса, — его сын Эрик Норрис и Брэндон были друзьями детства. Джон Ли Хэнкок говорил, что дружил с Брэндоном Ли, который читал все его сценарии. Актёр также был другом Чада Стахелски. Они вместе тренировались в Академии боевых искусств Иносанто.

## Фильмография
| Год  | На русском языке               | На языке оригинала                                 | Роль                         |
| ---- | ------------------------------ | -------------------------------------------------- | ---------------------------- |
| 1985 | Криминальный убийца            | Crime Killer / aka Golden Target                   | Гангстер, в титрах не указан |
| 1986 | Кунг-фу: Киноверсия            | Kung Fu:The Movie                                  | Чунг Вонг                    |
| 1986 | Подставленный (Наследие гнева) | Long zai jiang hu (Legacy of Rage)                 | Брэндон                      |
| 1987 | CBS Summer Playhouse           | CBS Summer Playhouse (Kung Fu:The Next Generation) | Джонни Кейн                  |
| 1988 | О`Хара                         | O`Hara (What’s in a Name)                          | Кэнджи                       |
| 1990 | Операция «Лазер»               | Laser Mission / aka Soldier of Fortune             | Майкл Голд                   |
| 1991 | Разборка в Маленьком Токио     | Showdown in Little Tokyo                           | Джонни Мурата                |
| 1992 | Беглый огонь                   | Rapid Fire                                         | Джейк Ло                     |
| 1994 | Ворон                          | The Crow                                           | Эрик Дрэйвен                 |

Среди фильмов, в которых Брэндон не успел сняться, — «Смертельная битва» и сиквел «Беглого огня», сценарий который был использован в фильме «Крепкий орешек 3».

### Документальные фильмы
- 2012 — Я — Брюс Ли (ТВ)

## Упоминания в творчестве
В 2000 году песню «Brandon Lee» выпустила финская рок-группа The 69 Eyes (Альбом «Blessed Be»).

## Награды и номинации
- За фильм «Ворон» (1994) актёр в 1995 г. получил номинации как лучший актёр на премии «Сатурн»[37] и MTV Movie Awards.
- Введение в Азиатский зал славы 2021 года.
- Награда памяти актера и культурной иконы.